# Tzum-prijs voor de beste literaire zin
De Tzum-prijs voor de beste literaire zin was tussen 2002 en 2022 een literatuurprijs voor de mooiste zin in een literair werk van het afgelopen jaar. De prijs was bedacht en werd uitgereikt door het literaire tijdschrift Tzum, en was bedoeld als tegenwicht voor het elitaire prijzencircus. Lezers konden zinnen nomineren. De jury, bestaande uit de redactie van Tzum, koos de winnende zin. Naast een bokaal kreeg de winnaar een laag geldbedrag, namelijk het aantal woorden in de winnende zin in euro's. In 2022 kondigde Tzum aan te stoppen met de prijs.

## Winnaars
- 2002: Paul Mennes met een zin van 24 woorden uit de roman Poes poes poes
Soms had ze er toch een beetje spijt van dat ze geen feng-shui, tai chi, macrobiotiek of biseksualiteit gekozen had voor haar spirituele groei.
- 2003: Doeschka Meijsing met een zin van 34 woorden uit de roman 100% chemie
Wij mochten op vrije zaterdagmiddagen bij louche verkopers minachtend tegen de banden schoppen, terwijl mijn vader onder de motorkap keek of de problemen die zich zouden kunnen voordoen met touw waren op te lossen.
- 2004: Stijn Aerden met een zin van 29 woorden uit de roman Met de hele familie en Koen
Oom Bram was een hartstochtelijk fietser en maakte eens per jaar een busreis met de senioren van het waterleidingbedrijf, dus je kon onmogelijk beweren dat zijn blikveld beperkt was.
- 2005: Ilja Leonard Pfeijffer met een zin van 35 woorden uit Het grote baggerboek
Trekt ie daaropvervolgends z'n broek naar omlaag, gaat met die harige aars van hem boven de chili hangen en zet ie me daar toch z'n dikke darm open dat Noach kon fluiten naar berg Ararat.
- 2006: Tommy Wieringa met een zin van 42 woorden uit de roman Joe Speedboot
De knalpijpen glansden als bazuinen, de wereld leek te verschroeien in allesverzengend lawaai wanneer de jongens het gaspedaal intrapten met de koppeling in, alleen om te laten weten dat ze bestonden, zodat níemand daaraan zou twijfelen, want wat niet weerkaatst, bestaat niet.
- 2007: Jeroen Brouwers met een zin van 52 woorden uit In het midden van de reis door mijn leven
Al stond in het centrum van het huis een kachel als uit de machinekamer van een stoomschip en stortte ik deze vol kolen en hout uit het bos, ze verspreidde geen warmte, – zoals er ook van mij, volgestort met het witte water van de firma Bols, niet echt meer iets constructiefs uitging.
- 2008: A.F.Th. van der Heijden met een zin van 29 woorden uit Mim
Misschien had het mes gebloosd omdat een hand het dwong in het geniep te doden, in het donker achter jaspanden, die zelfs de bloedblos nog aan het oog onttrokken.
- 2009: Erwin Mortier met een zin van 75 woorden uit Godenslaap
Ik volg de cadans van mijn handschrift en zoek naar de in letters gestolde, kwezelachtige wellust van het meisje dat ik ooit geweest moet zijn, het wicht dat op de drempel van haar adolescentie haar schriftuur even strak aantrok als de dunne lederen veters waarmee ze haar laarsjes dichtreeg – hoe ze het vlees van het woord in de baleinen van de zinsbouw dwong, tot haar eigen lijf vol striemen stond en ze naar uitbraak verlangde.
- 2010: Tom Lanoye met een zin van 49 woorden uit Sprakeloos
Vijftien jaar had de badkamer met de caravanafmetingen probleemloos dienstgedaan, de sporadisch gekneusde knie niet te na gesproken van wie zich, zijn toilet makend of zich scherend voor het lavabootje, te bruusk omdraaide en aan den lijve moest ervaren hoe gering de speling was gebleven tussen rand en wand.
- 2011: Peter Buwalda met een zin van 35 woorden uit Bonita Avenue
Hij was verpieterd op de kamer die hij huurde bij zijn oudtante in Overvecht, een buitenwijk met asbestflats, 'dreven' in plaats van 'straten', en een eigen station met twee sporen om op te gaan liggen.
- 2012: L.H. Wiener met een zin van 98 woorden uit Shanghai Massage
Ik zou mijn moeder nog weleens in die dikke Velsense vissersneus van haar willen knijpen, een neus die van geen ophouden wist, in tegenstelling tot mijn moeders nieren, die het begaven onder de druk van alle medicijnen – nu ja, niet echt knijpen, want een beetje zoon die knijpt zijn moeder niet, die eert het wijf dat moeder heet, maar die dikke kokkerd van een gok van haar, dus, tussen mijn wijs- en middelvinger en duim pakken, zoals ik vroeger vaak deed, om te plagen, als een soortement van liefkneuzing, dat zou ik graag nog eens een keertje doen.
- 2013: Anton Valens met een zin van 68 woorden uit Het boek Ont
Het was dinsdagavond kwart voor acht en een van de laatste dagen van oktober in het roemruchte stervensjaar van de gulden, dat schitterende, harde betaalmiddel met zijn waaier van kleurige biljetten als de staart van een paradijsvogel, dat met goedvinden van de kroon door de directeur van De Nederlandsche Bank verkwanseld werd voor een grauwe eenheidsmunt waar er al zoveel van zijn en die de 'euro' wordt genoemd.
- 2014: Ilja Leonard Pfeijffer met een zin van 48 woorden uit La Superba
Het was het witte uur na het middagmaal, de blanke pagina waarop hooguit iets met potlood wordt gekriebeld in geheimschrift, iets om onmiddellijk weer uit te gummen zodra de rolluiken omhoog worden getrokken en het leven opnieuw zwart op wit een aanvang neemt met bonnetjes, bestellingen en bezwaarschriften.
- 2015: Dimitri Verhulst met een zin van 36 woorden uit Kaddisj voor een kut
Jouw kapsel, voor zover dat nog een kapsel mocht worden genoemd, had veel weg van zo'n in die dagen in zwang rakende ecologische tuin, waarin elke menselijke ingreep als een misdaad tegen de natuur werd beschouwd.
- 2016: Yves Petry met een zin van 34 woorden uit Liefde bij wijze van spreken
Ze ging naar bed met jongens op de manier waarop ze vroeger boeken las: omdat ze het gevoel had dat het van haar werd verwacht, niet omdat ze er zelf veel bijzonders van verwachtte.
- 2017: Jeroen Olyslaegers met een zin van 46 woorden uit WIL
Mijn ouders zijn nooit pilaarbijters geweest, vooral mijn vader had enkel minachting voor al die lijkbidders in een kerk die devoot met hun handen boven de lakens sliepen en die de soutanedrager achter het altaar beschouwden als hun genadeloze gids in de zoölogie van de lusten.
- 2018: Pieter Waterdrinker met een zin van 95 woorden uit Tsjaikovskistraat 40
Zou deze stad op een andere breedtegraad liggen, in een ander landschap, met een andere stand van de zon, zonder de ellenlange grijze maanden van regen, mist en grauwheid, niet op deze schrale moerasgrond staan, in de bodem waarvan de botten liggen van de ontelbare stakkers die hun leven bij de bouw ervan hebben gelaten, maar op een rots, te midden van fraaie glooiende heuvels, met de zwartinkten silhouetten van olijfbomen en cipressen, dan zou Sint-Petersburg met zijn grande armée van mintgroene, zachtroze, bosbesrode en geel gesausde pleisterwerkgevels Florence met gemak naar de kroon steken.
- 2019: Tonnus Oosterhoff met een zin van 58 woorden uit Een kreet is de ramp niet
Ik lijk op een houtworm die na een verkeerde beweging ruggelings uit het dak van de Oude Kerk in Amsterdam valt: in het vallen ontvouwen de kruisribben zich aan hem tot een lang omgekeerd schip, terwijl hij daarvoor niet wist dat er meer bestond dan het stuk plank waarin hij en zijn voorvaderen zwoegden voor hun dagelijks brood.
- 2020: Manon Uphoff met een zin van 48 woorden uit Vallen is als vliegen 
En hier ben ik, kruipend naar die plek die tot vandaag zijn angstparfum van gele orchidee, passiebloem en mest uitwasemt, in een poging te aanschouwen wat ik daar geweest ben: het laatste poppetje in de matroesjka, met de scheef geschilderde kommaoogjes, het poppetje dat je niet kan openen.
- 2021: Marieke Lucas Rijneveld en een zin van 67 woorden uit Mijn lieve gunsteling
Lieve gunsteling, ik zeg het je maar meteen: ik had je in dat steilorige hoogseizoen als een zweer met een hoefmes uit de klauwlederhuid moeten verwijderen, ik had ruimte moeten maken bij de tussenklauwspleet zodat mest en vuil ertussenuit zouden vallen en niemand je kon infecteren, misschien had ik je enkel wat moeten pellen en bijschaven met de slijper, je moeten reinigen en droogwrijven met wat zageling.